# Antonio de la Madre de Dios
Antonio de la Madre de Dios (Novi Ligure, 19 de mayo de 1809 - Roma, 7 de julio de 1867), de nombre secular Antonio Rodolfo Bartolomeo Canale, fue un religioso trinitario descalzo, procurador y comisario general, considerado restaurador de dicha Orden en Italia.

## Biografía
Antonio Rodolfo Bartolomeo Canale nació en el 19 de mayo de 1809, en Novi Ligure (Italia). Hijo único de Francesco Canale y Caterina Morando. su padrino de bautismo fue Antonio Brignole Sale, marqués de Groppoli. A los 16 años decido iniciar su carrera eclesiástica con el fin de consagrarse a totalmente Dios. Con la ayuda del hermano de su padrino, el monseñor Rodolfo Brignole Sale, se instaló en Roma, en búsqueda de una congregación religiosa. Conoce e ingresa al convento de los trinitarios descalzos de Santa Lucía en Palestrina, donde viste el hábito el 4 de julio de 1825 y cambia su nombre por el de Antonio de la Madre de Dios.
Antonio de la Madre de Dios pasó al convento de Santa Maria delle Grazie alle Fornaci en Roma, cursando sus estudios de filosofía y teología en el Collegio Romano. Desde 1840 ocupó el cargo de procurador general. Luego de varias fundaciones de la Orden, obtuvo del papa Pío IX la Basílica de San Crisógono. En 1853 fue nombrado comisario general de la rama descalza de la Familia Extra-Hispana, en cuyo cargo continuó la misión de restaurar la Orden, luego del periodo de las supresiones napoleónicas (1809-1815). Recuperó las casas de Foucon, patria del fundador de la Orden, Juan de Mata, se restaura la provincia italiana dedicada a este mismo santo y se recupera la práctica de las redenciones de cautivos. Además de esto, en el campo espiritual, se empeñó y consiguió la canonización del entonces beato Miguel de los Santos. Consiguió también una importante reliquia de san Juan de Mata y el cuerpo de la beata Ana María Taigi, que aún hoy se veneran en la basílica de San Crisógono en Roma. Murió el 22 de diciembre de 1867 en Roma y fue sepultado en la misma basílica.
En el definitorio general del 7 de julio de 1867 se estableció dar inicio a su causa de beatificación.